# Triumph Competition & British GT
Die Rennserie Triumph Competition & British GT ist eine historische Motorsportveranstaltung für britische Sportwagen der Baujahre 1945 bis 1981. Sie wird organisiert und getragen vom TR-Register Deutschland.

## Geschichte
Die Rennserie wurde 1993 gegründet und fuhr 1994 die erste Saison. Grund für das Entstehen war der Wunsch vieler Clubmitglieder des TR-Register Deutschland e.V., mit den historischen Fahrzeugen der Marke Triumph Motorsport auf einem günstigen Kostenniveau betreiben zu können.

## Technisches Reglement
Die Triumph Competition & British GT hat ein eigenes technisches Reglement mit Sonderregelungen in Abweichung zum historischen Anhang K. Auch ist der Fächer an zugelassenen Baujahren (1945 bis 1981) deutlich breiter als im streng historischen Motorsport. Grund für die große Spanne an Baujahren ist das Produktprogramm der Marke Triumph, die Anfang der 80er Jahre vom Markt verschwand.
Weitere Besonderheiten sind ein begrenztes Tuning von Fahrzeugen über 3 Liter Hubraum. Durch diese Einschränkung wird ein engerer Wettbewerb zwischen den Hubraumklassen möglich.
Auf der anderen Seite bietet das Reglement, im begrenzten Rahmen, die Zuverlässigkeit der Fahrzeuge zu erhöhen. Die Ausfallquote von Teilnehmern bei den Rennveranstaltungen ist daher sehr gering.

## Meisterschaft
Meisterschaften seit 1994:
| Jahr | Fahrer             | Fahrzeug         |
| ---- | ------------------ | ---------------- |
| 1994 | Michael Szczygiel  | Triumph TR4      |
| 1995 | 1995 Harald Hummel | Triumph Spitfire |
| 1996 | Rainer Bastuck     | Triumph Spitfire |
| 1997 | Mathias te Neues   | Morgan +8        |
| 1998 | Mathias te Neues   | Morgan +8        |
| 1999 | Jo Willems         | Triumph TR4      |
| 2000 | Bruno Dwinger      | Triumph TR5      |
| 2001 | Sjaak Sint Niklaas | Triumph TR4      |
| 2002 | Hubertus Carl      | Morgan 4/4       |
| 2003 | Robert Hamilton    | Triumph TR4      |
| 2004 | Hubertus Carl      | Morgan +8        |
| 2005 | Nikolai Bakschies  | Triumph Spitfire |
| 2006 | Hubertus Carl      | Morgan +8        |
| 2007 | Robert Hamilton    | Triumph TR4      |
| 2008 | Stefan Schamschula | Triumph TR6      |
| 2009 | Hubertus Carl      | Morgan +8        |
| 2010 | Marcel van Mulders | Triumph TR3      |
| 2011 | Marcel van Mulders | Triumph TR3      |
| 2012 | Christian Marx     | Triumph TR4      |
| 2013 | René Grüter        | MG B             |
| 2014 | Robert Hamilton    | Triumph TR4      |
| 2015 | Robert Hamilton    | Marcos 1800      |
| 2016 | Paul Conway        | Morgan+8         |
| 2017 | Kees Rozema        | MGA              |